# Heartland (serie televisiva canadese 2007)
Heartland è una serie televisiva canadese liberamente basata sui libri di Lauren Brooke e trasmessa su CBC dal 14 ottobre 2007. In Italia viene trasmessa dal 30 maggio 2010 sulle reti Rai.
È la serie televisiva drammatica più longeva della televisione canadese. Il 18 settembre 2011, in Canada, inizia la trasmissione della quinta stagione. La serie è stata poi rinnovata per una sesta stagione e successivamente per una settima stagione, che è andata in onda in Canada dal 6 ottobre 2013. La serie è stata rinnovata per un'ottava stagione che è andata in onda in Canada dal 28 settembre 2014, e in seguito per una nona, decima e undicesima stagione. Il 26 aprile 2018 la serie è stata rinnovata per una dodicesima stagione. Nel maggio del 2020 la CBC ha confermato una quattordicesima stagione, posticipata tuttavia a gennaio 2021.
Il 2 giugno 2021 la CBC rinnova la serie per una quindicesima stagione di 10 episodi.

## Trama
Situato nel panorama delle Montagne Rocciose dell'Alberta, Heartland è un dramma familiare che segue le sorelle Amy e Lou Fleming e loro nonno, Jack Bartlett, attraverso gli alti e bassi della vita in un ranch di cavalli.

## Personaggi principali
- Amy Fleming (st. 1+), interpretata da Amber Marshall, doppiata da Alida Milana. È la sorella minore di Lou Fleming e la figlia di Tim e Marion Fleming. Nipote di Jack e Lyndy Bartlett nonché sorellastra di Shane Grenier. Si è sposata con Ty Borden nell'ottava stagione e insieme hanno una figlia, Lyndy Borden. Nell'episodio pilota, Amy è devastata dalla morte di sua madre, Marion, che rimane uccisa in un incidente d'auto mentre insieme tentano di salvare un cavallo maltrattato. Anche Amy subisce gravi ferite nell'incidente e non può partecipare al funerale. Alla fine dell'episodio, Amy decide di aiutare i cavalli, sfruttando il proprio naturale istinto e gli insegnamenti della madre. Metterà quindi a frutto il suo talento aiutando Spartan, il cavallo che stava salvando insieme alla madre la notte dell'incidente. Tra lei e Spartan nascerà un legame speciale.
- Samantha Louise "Lou" Fleming (st. 1+), interpretata da Michelle Morgan, doppiata da Chiara Colizzi. È la sorella maggiore di Amy. È la figlia maggiore di Marion Fleming e Tim Fleming, nipote di Jack Bartlett e Lyndy Bartlett e sorellastra di Shane Grenier. È anche la madre di Georgie e Katie. Lou è andata a lavorare a New York dopo aver frequentato il college lì. È molto organizzata e si prende il suo tempo per prendere decisioni importanti. Nell'episodio pilota, quando muore la madre (Marion), lei torna a casa per aiutare la famiglia e gli affari.
- Jack Bartlett (st. 1+), interpretato da Shaun Johnston, doppiato da Paolo Marchese. È il capo dell'intero clan Bartlett-Fleming-Morris-Borden. Ha vissuto all'Heartland Ranch per tutta la vita, anche se si è preso una pausa quando era una leggenda del rodeo. Già nel corso della prima stagione conosce e frequenta Lisa Stillman, con la quale si sposerà.
- Timothy "Tim" Fleming (st. 1+), interpretato da Chris Potter, doppiato da Massimo Rossi. È il padre di Lou, Amy e Shane Grenier. Nonno di Georgie, Katie e Lyndy. Prima dell'inizio della serie, aveva fatto uso di pillole e alcool, in seguito a un terribile incidente di rodeo. Tali dipendenze lo avevano per anni allontanato dalla famiglia. Infatti Jack e Marion lo avevano cacciato di casa quando Lou e Amy avevano rispettivamente 15 e 5 anni. Dopo la morte di Marion inizia a lavorare a Big River, un ranch vicino a Heartland, che in seguito acquista e riallaccia i rapporti con le proprie figlie e con lo stesso Jack, con il quale entrerà anche in affari.
- Georgie Fleming-Morris, nata Georgina Crawley (st. 6-14), interpretata da Alisha Newton. Georgie viene introdotta nella sesta stagione dopo essere scappata da un'altra famiglia adottiva, si nasconde a Heartland. Dopo averla scoperta nel loft sopra il fienile, Jack accetta di prenderla in affidamento finché Clint non troverà un'altra famiglia che la aiuti. Jack decide di essere il suo genitore adottivo permanente i servizi per l'infanzia negano la sua domanda. Non volendo che lei lasci il ranch, Lou e Peter accettano di diventare i suoi genitori affidatari a lungo termine, in seguito genitori adottivi. Georgie ama sua sorella Katie, figlia di Peter e Lou, così come Phoenix, un cavallo che è scappato ripetutamente da una stalla la cui proprietaria non riusciva a prendersene cura a seguito della morte del marito. Phoenix e Georgie hanno un legame speciale, simile a quello che Amy e il suo cavallo Spartan sviluppano nella prima stagione.
- Tyler "Ty" Borden (st. 1-14), interpretato da Graham Wardle. È il marito di Amy, padre di Lyndy e figlio di Lily Borden e Brad Borden. Ty è stato abusato dal suo patrigno Wade. È stato arrestato e mandato in carcere minorile dopo aver aggredito Wade mentre aggrediva sua madre, Lily Borden. Per la sua prova, è stato mandato a Heartland a lavorare. Presto inizia a godersi la vita lì e decide di restare. Decide di intraprendere gli studi per diventare veterinario e lavora nella clinica con Scott.
- Lisa Stillman Bartlett (st. 1+), interpretata da Jessica Steen. È la proprietaria delle ricche scuderie Fairfield. Nella stagione 1 è lei che per prima ripone fiducia in Amy e nel suo talento, portandole una cavalla con problemi di comportamento da aiutare. Successivamente inizia una relazione con Jack che culmina nel loro matrimonio nella settima stagione, sebbene entrambi passino molto tempo vivendo in maniera indipendente. Lei è anche la madrina di Katie.

## Personaggi secondari
- Mallory Wells (st. 1-6, guest 8 e 10), interpretata da Jessica Amlee, doppiata da Giulia Franceschetti. Nell'episodio pilota è una ragazzina che passa molto tempo a Heartland dato che i genitori le dedicano poco tempo. In seguito lavorerà spesso a Heartland. Ha avuto una cotta per Ty, che ha superato quando ha incontrato Jake. Farà da baby-sitter alla bambina di Lou. Alla fine della quinta stagione se ne va con i genitori a vivere a Nashville ma tornerà nel corso della sesta stagione per lasciare poi il Canada per l'Europa in modo quasi definitivo. Ritornerà solo in due occasioni, in particolare nella stagione 10 quando finalmente convolerà a nozze con il suo amato Jake.
- Scott Cardinal (st. 1-2, ricorrente nelle successive stagioni), interpretato da Nathaniel Arcand, doppiato da Massimo Bitossi. È l'unico veterinario di Heartland. Anche lui usa come rimedi le erbe. In passato ha avuto una relazione con Lou, e ancora oggi rimpiange di averla persa. Ty inizierà a lavorare per lui quando inizierà il college, dato che vuole diventare un veterinario.
- Val Stanton (st. 1+) interpretata da Wanda Cannon. È la proprietaria delle scuderie Briar Ridge, che ha un rapporto conflittuale con Heartland nelle prime stagioni. I seguito il rapporto di Val con Heartland migliora, soprattutto grazie agli sforzi di Jack nel periodo in cui Val combatte una grave malattia. Ha due figli, Jesse e Ashley, che come la madre hanno un rapporto spesso conflttuale con la famiglia Fleming.
- Ashley Stanton (st. 1-5, guest 7) interpretata da Cindy Busby. È la figlia di Val Stanton proprietaria delle scuderie Briar Ridge. Ha un fratello, Jesse, che inizialmente usciva con Amy. Ashley è un'ottima cavallerizza e partecipa spesso alle competizioni di salto in rivalità con Amy. Inizia poi una relazione con Caleb O'Dell che porterà prima al matrimonio e in seguito al loro divorzio, dopo il quale la ragazza rimane a vivere e a studiare per diventare avvocato e lascia pertanto la serie.
- Soraya Duval (st. 1-5, guest 8), interpreatata da Greta Onieogou. Si tratta della migliore amica di Amy, anch'ella appassionata di cavalli. Sua madre gestisce ed è proprietaria del Maggie's, la caffetteria che sarà poi rilevata da Lou. Alla fine della quinta stagione, Soraya lascia Hudson per andare a studiare e a vivere in Europa. Torna solo a sorpresa per il matrimonio di Amy e Ty.
- Caleb O'Dell (st. 2+) interpretato da Kerry James. È il migliore amico di Ty, sebbene il loro rapporto sia nato con una rivalità. Si lega sentimentalmente con Ashley Stanton, una relazione che li porterà prima al matrimonio e in seguito al divorzio. Egli inizia poi una partnership lavorativa con Tim nella suo scuola di Rodeo e ritrova l'amore con Cassandra Lee con la quale si sposa il giorno della nascita di Lindy.
- Peter Morris (st. 2+), interpretato da Gabriel Hogan. È l'ex marito di Lou e il padre di Georgie e Katie. È cresciuto in una fattoria a Estevan con i suoi genitori, poi è entrato nel settore petrolifero con la sua compagnia, Bedford Oil. Inizialmente non piaceva all'intera famiglia Bartlett-Fleming per essere un "Oil Guy", tuttavia presto si affezionano a lui e lo accettano nella famiglia.
- Lily Borden (st. 3, st. 11), interpretata da Megan Follows. È la madre di Ty Borden. Era sposata con Brad Borden, scomparso. Si sposa quindi con Wade Dalton che ha abusato di Ty quando era bambino, è tornato in sé dopo aver divorziato e risposato Lily. Nella stagione 8, Ty scopre che Lily era diventata di nuovo un'alcolizzata e da allora l'aveva visitata solo poche volte.Nella stagione 11, Lily è venuta a trovare Ty e Amy, dato che avevano Lyndy, la sua nuova nipote. Ty era scettico perché non si fidava di lei o si sentiva al sicuro nel lasciare Lyndy con lei, ma alla fine ha apprezzato Lily che ha persino dato a Lyndy una "Lambie", una coperta giocattolo che la fa addormentare.
- Katherine "Katie" Marion Minnie Fleming-Morris (st. 5+), interpretata da Kiera e Jordan Habart (st. 5-7), Julia Maren Baker (st. 8-11), Ziya Matheson (st. 12+). È la figlia di Peter Morris e Lou Fleming. È nata a Heartland Ranch nell'ultimo episodio della quarta stagione. È la figlioccia della moglie di Jack Bartlett, Lisa Stilliam.
- Jeff Crawley (st. 6-8), interpretato da Craig Arnold. È il fratello di Georgie. I suoi genitori biologici, Matthew e Mary Crawley sono morti quando la sorellina aveva tre anni. È l'unico membro della famiglia biologica di Georgie con cui lei è ancora in contatto. Vive a Fortmack ma viene a trovare Georgie. Lui e Georgie sembrano avere un forte legame ed entrambi vogliono stare insieme tutto il tempo come tendono a fare i fratelli.
- Jade Virani (st. 7+) interpretata da Madison Cheetatow. È la figlia della Dottoressa Virani. Diviene l'allieva prediletta di Tim alla scuola di Rodeo, in quanto si allena a cavalcare i cavalli selvaggi. Tanto da vincere una borsa di studio per il rodeo in un'università del Texas. Nel tempo diviene una buona amica di tutta la famiglia Fleming e in particolare di Georgie, con la quale andrà anche a convivere.
- Mitch Cutty (st. 8+), interpretato da Kevin McGarry. È il maniscalco di Heartland e nuovo fidanzato di Lou Fleming.
- Lindy Marion Borden (st. 11+), interpretata dalle gemelle Ruby e Emmanuella Spencer. È la figlia di Ty Borden e Amy Fleming. È nata a Heartland nell'ultimo episodio della decima stagione. È la figlioccia del migliore amico di Ty, Caleb e di sua moglie Cassandra.
- Brad Borden, interpretato da Peter Outerbridge. È il padre di Ty. Brad viene sentito per la prima volta quando Ty riceve un messaggio da lui, chiedendo aiuto. Ty abbandona Amy proprio quando la loro relazione sta iniziando a svilupparsi per andare ad aiutare suo padre. È tutta una truffa per spillare i soldi al ragazzo. Muore e Lily dà le ceneri a Ty perché si diffondano in un luogo pacifico. Ty decide di fare un viaggio in macchina fino a Eagle Lake per spargere le ceneri. Ha scelto Eagle Lake perché è lì che lui, Lily e Brad hanno fatto il loro primo e ultimo viaggio su strada prima di separarsi quando Ty era un bambino.

## Episodi
| Stagione                 | Episodi | Prima TV Canada | Prima TV Italia |
| ------------------------ | ------- | --------------- | --------------- |
| Prima stagione           | 13      | 2007-2008       | 2010            |
| Seconda stagione         | 18      | 2008-2009       | 2010-2011       |
| Terza stagione           | 18      | 2009-2010       | 2012            |
| Quarta stagione          | 18      | 2010-2011       | 2012            |
| Quinta stagione          | 18      | 2011-2012       | 2012-2013       |
| Sesta stagione           | 18      | 2012-2013       | 2013            |
| Settima stagione         | 18      | 2013-2014       | 2014            |
| Ottava stagione          | 18      | 2014-2015       | 2016            |
| Nona stagione            | 18      | 2015-2016       | 2018            |
| Decima stagione          | 18      | 2016-2017       | 2018            |
| Undicesima stagione      | 18      | 2017-2018       | 2018            |
| Dodicesima stagione      | 11      | 2019            | 2021            |
| Tredicesima stagione     | 10      | 2019            | 2021            |
| Quattordicesima stagione | 10      | 2021            | 2023-2024       |
| Quindicesima stagione    | 10      | 2021            | inedita         |
| Sedicesima stagione      | 15      | 2022-2023       | inedita         |
| Diciassettesima stagione | 10      | 2023            | inedita         |
| Diciottesima stagione    | 10      | 2024            | inedita         |

Il 12 dicembre 2010, durante la quarta stagione, in Canada è stato trasmesso anche un film per la televisione, intitolato A Heartland Christmas, trasmesso per la prima volta in italiano su Rai 4 diviso in due parti nel 2013, con il titolo Natale a Heartland.

## Luoghi
Nel comune (town) di High River, circa 60 km a sud di Calgary, c'è il Maggie's Diner dove sovente i vari personaggi della serie si trovano per fare colazione e/o pranzare. È solo un set per le riprese e non è un vero ristorante-bar (con grande delusione dei numerosi fans che vanno a visitare il locale ma lo trovano chiuso). Le riprese nei vari ranch e scuderie sono girate in strutture private, ad esempio il ranch della famiglia Bartlett si trova vicino a Millarville - Kew, coordinate 50.733078, -114.420026 (a circa 60 km da High River, pari a 45 minuti di auto). Invece i due cottage che vengono utilizzati dai clienti della protagonista Lou, si trovano vicino al disc golf Homestead sulla Range Rd 30 a nord di Millarville, coordinate 50.820829, -114.282430 (si vede anche il tepee giallo). 

## Ascolti
In Canada, il primo episodio della serie ottenne 513 000 spettatori, battendo il primo episodio della commedia Da Kink in My Hair. Dopo quattro episodi, Heartland ottenne un numero medio di 464 000 spettatori fissi, mentre, in occasione del termine della prima stagione, furono 625.000. Il primo episodio della terza stagione ottenne più di un milione di spettatori.

## Differenze con i libri
Ci sono alcuni particolari che sono presenti nel libro, mentre nel telefilm non ci sono o sono diversi:
- Nei libri, Heartland si trova in Virginia, negli Stati Uniti d'America, mentre nella serie TV si trova nella provincia di Alberta, in Canada.
- Nei libri, Amy ha i capelli castani, mentre nel telefilm è bionda.
- Nei libri, Lou ha un caschetto biondo, mentre nel telefilm ha capelli lunghi e castani.
- Nei libri, Lou è sposata con Scott e hanno una bambina, Holly Marion.
- Nei libri, il cognome di Ashley e sua madre Val è Grant.
- Nei libri, il cognome di Scott è Trewin.
- Nei libri, il cognome di Ty è Baldwin.
- Nei libri, Scott ha un fratello minore di nome Matt.
- Nei libri, il padre di Ashley è vivo.
- Nei libri, Tim, dopo la morte della moglie Marion, è sposato con Helena (che nella serie TV si chiama Miranda).
- Nei libri, Amy e Lou hanno una sorellastra, Lily, sostituita, nella serie TV, da Shane.

## Trasmissioni internazionali
| Stato / Regione | Canale                           |
| --------------- | -------------------------------- |
| Canada          | CBC & Série +                    |
| Australia       | ABC2                             |
| Austria         | ORF 1                            |
| Belgio          | RTBF, Vitaya (Fiandre)           |
| Finlandia       | YLE 2                            |
| Francia         | Gulli                            |
| Germania        | RTL Passion                      |
| Germania        | VOX                              |
| Israele         | HOT Family                       |
| Italia          | Rai 1, Rai 4, Rai 2, Rai Premium |
| Sudafrica       | SABC2                            |
| Regno Unito     | E4                               |
| Stati Uniti     | reti locali                      |
| Argentina       | Boomerang                        |
| Brasile         | Boomerang                        |
| Perù            | Boomerang                        |
| Cile            | Boomerang                        |
| Messico         |                                  |
| Colombia        | Señal Colombia                   |
| Lussemburgo     | Double V                         |
| Senegal         | Double V                         |
| Svizzera        | HD Suisse, RSI LA1               |
| Giappone        | Green channel                    |
| Lettonia        | LTV7                             |
| Venezuela       | TVES                             |
| Paesi Bassi     | Teen Nick                        |
| Lituania        | LRT                              |